# Gärtringen

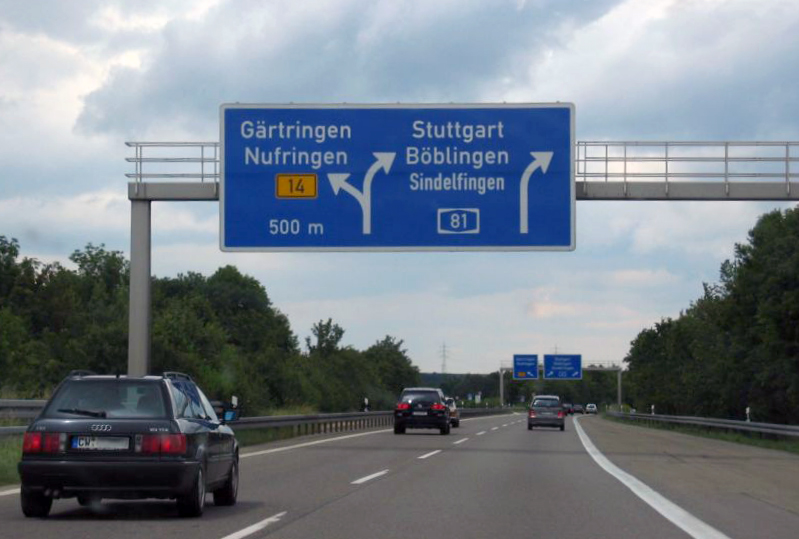
Zjazd 27 z autostrady A81

Gärtringen – miejscowość i gmina w Niemczech, w kraju związkowym Badenia-Wirtembergia, w rejencji Stuttgart, w regionie Stuttgart, w powiecie Böblingen, siedziba związku gmin Gärtringen/Ehningen. Leży w Schönbuch, ok. 12 km na południowy zachód od Böblingen, przy autostradzie A81, drodze krajowej B14 i linii kolejowej InterCity Stuttgart–Singen (Hohentwiel).